# Río Mecaya
Río Mecaya är ett vattendrag i Colombia.   Det ligger i departementet Putumayo, i den sydvästra delen av landet, 500 km söder om huvudstaden Bogotá.